# Mabel Pérez-Serrano
María Isabel (Mabel) Pérez-Serrano Jáuregui (Madrid, 26 de noviembre de 1935 - 2 de octubre de 2007) fue una historiadora, política y defensora de los derechos de las mujeres española, especialmente en los años 70 del siglo XX, durante la transición española. Fue cofundadora junto a Ana María Pérez del Campo de la Asociación de Mujeres Separadas, organización que también presidió y que luchó por el derecho al divorcio en España. Formó parte de Izquierda Democrática.  En las elecciones de 1977 se presentó como cabeza de lista por Granada con la Federación de la Democracia Cristiana.

## Biografía
Era la mayor de los cinco hijos -(Mabel, Ana María, Africa, Juan y Nicolás) del abogado, catedrático de derecho y letrado del Congreso de Diputados Nicolás Pérez Serrano (1890-1961) y de Natividad Jáuregui, farmacéutica. Cursó Filosofía y Letras en la Universidad de Granada y desde los 14 años tenía relación con Acción Católica.
Mabel adquirió conciencia de la discriminación legal a la que se enfrentaban las mujeres españolas tras su separación matrimonial en 1966. Su propia experiencia le llevó a impulsar la lucha por la igualdad, primero en los círculos conservadores que le eran más próximos y posteriormente en ambientes feministas.
Fue creadora en los años setenta, junto con Ana María Pérez del Campo de un grupo de asesoramiento legal a la mujer que llevó a la creación en 1973 de la Asociación de Mujeres Separadas, organización que presidió. En 1973 redactó con Ana María Pérez del Campo y Carmen García Castellón algunos dobles estatutos, civiles y canónicos, que presentaron al Ministerio del Interior y al arzobispado de Madrid.
En mayo de 1975, antes de la muerte de Franco, fue una de las entrevistadas por la BBC en el ciclo de programas radiofónicos sobre el futuro de España y su integración en el ámbito europeo. Participaron además representantes de la oposición moderada al franquismo, como José María de Areilza, Joaquín Ruiz-Giménez o Enrique Tierno Galván. También fue una de las militantes de ID que firmó un documento favorable al entendimiento entre las corrientes democratacristianas.
En octubre de 1975 Mabel Pérez-Serrano formó parte de la delegación española que participó en el Congreso Mundial de Mujeres, dirigido a organizaciones no gubernamentales, celebrado en Berlín oriental del 20 al 24 de octubre  a delegación de trece mujeres de colectivos y asociaciones españolas participaron en el Congreso Mundial de Mujeres de Berlín oriental, con dos ideas comunes: la liberación de la mujer y una postura política antifranquista. La convención internacional reunió a 2.000 participantes de 140 países, y unas doscientas organizaciones internacionales, y regionales. La delegación española estaba formada por Dulcinea Bellido (Movimiento Democrático de Mujeres, Madrid), Merche Comabella (Asociación de Amas de Casa del distrito de Tetuán, Madrid), Pilar Gil (Asociación Castellana de Amas de Casa y Consumidoras, Madrid), Mabel Pérez Serrano (Asociación Española de Mujeres Separadas, Madrid), María Gracia Pérez (Secretariado de Organizaciones No Gubernamentales, Madrid), Cristina Almeida (abogada, Madrid), Loles Díez Aledo (periodista de la COPE, Madrid), Anna Mercadé (Mujeres Democráticas, Barcelona), Nuria Pompeia (Asociación Nacional de Comunicación Humana y Ecológica, Barcelona), Trini Simó (vinculada al Movimiento Democrático de Mujeres, Valencia), otra mujer más de Valencia, Enma Castro (Movimiento Democrático de Mujeres, Málaga), una mujer de Galicia, Petri Perón (París) y Mercedes Álvarez (Berlín) (Salas y Comabella, 1999).

### Trayectoria política e institucional
Mabel Pérez-Serrano, ya reconocida y activa representante del movimiento feminista y favorable a la "doble militancia" en el movimiento feminista y en los partidos políticos se integró en el partido de Joaquín Ruiz-Giménez Izquierda Democrática, llegando a formar parte de su ejecutiva junto con Carmen Delgado, Soledad García-Serrano y Mary Salas    Izquierda Democrática disponía de un programa que defendía la aconfesionalidad del Estado, el matrimonio civil y un ordenamiento jurídico en el que ambos sexos fuesen tratados por igual. Fue la primera mujer en asistir, en representación de ID, a las reuniones de los órganos de oposición, a finales del mes de octubre de 1976. Pero también intervino en una sonada manifestación celebrada apenas un mes después en Madrid, que acabó con una carga policial sobre las participantes, participando en unas jornadas en las que se desafió al Gobierno Civil de la capital, celebrando un acto en el que se reclamó la despenalización de los anticonceptivos, la derogación del delito de adulterio y la equiparación salarial de hombres y mujeres.
En enero de 1977 intervino en la presentación pública del partido destacando el proceso de democratización que tendría su formación a la que definía como un partido «de inspiración cristiana que cree en el hombre y la mujer. Hombres y mujeres que creen en la libertad y la democracia».
En el mes de febrero de 1977, intervino en el acto organizado el día 15 por el Club Convergencia sobre  «La mujer y la política». Pérez-Serrano realizó una intervención junto a Carlota Bustelo, del PSOE, Lidia Falcón y Cristina Alberdi, sobre la participación activa de las mujeres en la política. 
y ese mismo año se presentó como cabeza de lista por Granada con la Federación de la Democracia Cristiana en las elecciones de 1977 siendo una de las tres mujeres cabeza de lista por parte de la FDC junto a Estrella García Robles, por León, y Julia Rico Prendes, por Oviedo.
Considerada próxima al entonces ministro de Cultura Íñigo Cavero, y miembro  desde la creación de la Subdirección General de la Mujer -antes Condición Femenina- al denominado «equipo pensante» de la plana mayor, en  noviembre de 1980 fue nombrada subdirectora general de la Mujer del Ministerio de cultura por la directora general de la Juventud y Promoción Sociocultural, Carmela García-Moreno. Ante las críticas de algunos funcionarios que surgieron por la designación al no ser funcionaria ni titulada superior, Carmela García-Moreno se preguntaba: «¿Qué quieren? ¿Que ponga a una de la Sección Femenina?». El nombramiento también conllevó críticas por parte de mujeres progresistas.
Su nombramiento junto al de Pilar de Yzaguirre, Suzel Bannel, María Corral, Rosa Posada, Anna Úbeda y María del Mar Vanaclocha forma parte del nombramiento de las primeras mujeres feministas en la Administración Pública del Estado en España, señala la historiadora María Adelina Codina Canet.

### Derechos de las mujeres en la transición española
Con Carmela García Moreno y María Dolores Pelayo constituyó durante la transición española, uno de los rostros del reformismo feminista que derribó las últimas trabas legales que dificultaban la igualdad.
En una conferencia en el club Siglo XXI titulada El consenso varón-mujer dijo: "Lo grave no es el machismo, o la exaltación de una supuesta superioridad del sexo de los varones, sino el masculinismo o estrategia histórica de los hombres frente a la peligrosa competencia de la mujer".
Pérez-Serrano formó parte de mujeres que en los años setenta relegaron sus diferencias para avanzar en los derechos de las mujeres.  "A partir de los años sesenta católicas y comunistas relegaron sus diferencias en aras de la lucha común en defensa de los derechos de las mujeres -señala la historiadora Mónica Moreno Seco- Dicho proceso fue posible por la renovación de las culturas políticas y el desarrollo de nuevos lenguajes sobre y de las mujeres en el catolicismo y el comunismo, que reflejan una clara evolución de planteamientos, y por los contactos y coincidencias en diversos foros y campañas feministas. Firman un documento en este sentido mujeres como Dulcinea Bellido, Consuelo de la Gándara, Mary Salas, Mabel Pérez Serrano, Pilar Bellosillo, Sacramento Martí, Lilí Álvarez, Concha Borreguero, Dolores Ibárruri, Teresa Pàmies, Merche Comabella o Pilar Brabo.
Fue una de las promotoras del volumen Españolas en la transición. De excluidas a protagonistas (1973-1982), obra colectiva que recoge la contribución de las mujeres a la democracia, un aspecto que algunos memorialistas, solían olvidar, sostenía. 
La filósofa Amelia Valcárcel señala a Mabel Pérez Serrano como una de las mujeres clave de la historia del feminismo en España y los avances de los derechos de las mujeres en la transición. 

## Premios y reconocimientos
- 2007. Premio Clara Campoamor. Ayuntamiento de Madrid con motivo del Día de la Mujer.[20]

## Publicaciones
- VV. AA. (1976). Izquierda Democrática. Barcelona: Avance, p. 48. Pérez-Serrano, M., Punset, S., y Úbeda, A. (1978).
- Mujer… y trabajo (1978) Ruan,  Madrid: Edición Dirección General de Desarrollo Comunitario, Ministerio de Cultura. ISBN: 8470140302, 9788470140303
- Crouzet, D., y Davies N. (2006) Pasión por la historia (1ª ed.). Valencia: Publicación de la Universitat de València, p. 117.

- Pérez-Serrano Mabel. La Transición con nombres de mujer. En: Fagoga, Concha, coord. 1898-1998. Un siglo avanzando hacia la igualdad de las Mujeres. Madrid: Comunidad de Madrid, Dirección General de la Mujer, 1999, pp. 251-274.
- Mujer y educación, Mujer y Salud. Artículos en el libro Españolas en la Transición: de excluidsas a protagonistas (1973-1982). ISBN: 84-7030-726-6[21]
- Un Siglo de antifeminismo / Christine Bard (ed.); edición española: Mabel Pérez-Serrano. Madrid, Biblioteca Nueva (2000)
- Buenos modos, malas modas: urbanidad siglo XXI Editorial Biblioteca Nueva, S.L. ISBN: 84-9742-035-7